# Португалија на Летњим олимпијским играма 2008.
Португалија се такмичила на Летњим олимпијским играма 2008. у Пекингу, Кина. То је било 22. узастопно учешће Портигалије на Летњим олимпијским играма. Олимпијски комитет Португалије је представљала делегација 129 чланова, од којих је било 77 такмичара који су чествовали у 16 спортова Нелсон Евора, светски првак из 2007. у троскоку, је изабран као носилац заставе током церемоније отварања;. На играма у троскоку освојио је златну медаљу, четврту коју су спортисти Португалије икада освојили на Летњим олимпијским играма. Освајач друге медаље за Португалију Ванеса Фернандес у триатлон носила је националну заставу на затварању игара.
Најстарији такмичар био је Карлос Пинто који је на Играма прославио 49 рођендан. Такмичио се у дресури. Најмлађа је била 19 годишња пливачица Диана Гомес.

## Учесници по дисциплинама
| Спорт         | Мушкарци | Жене | Укупно |
| ------------- | -------- | ---- | ------ |
| Атлетика      | 13       | 14   | 27     |
| Бадминтон     | 1        | 1    | 2      |
| Бициклизам    | 2        | 0    | 2      |
| Веслање       | 2        | 0    | 2      |
| Једрење       | 8        | 0    | 8      |
| Кајак и кану  | 1        | 3    | 4      |
| Коњички спорт | 3        | 0    | 3      |
| Мачевање      | 1        | 1    | 2      |
| Пливање       | 7        | 3    | 10     |
| Стони тенис   | 3        | 0    | 3      |
| Стреличарство | 1        | 0    | 1      |
| Стрељаштво    | 2        | 0    | 2      |
| Теквондо      | 1        | 0    | 1      |
| Трамполина    | 1        | 1    | 2      |
| Триатлон      | 2        | 1    | 3      |
| Џудо          | 3        | 2    | 5      |
| Укупно (16)   | 51       | 26   | 77     |

| Спорт    | Дисциплина   | Муш. /Жене | Резултат | Спортиста       |
| -------- | ------------ | ---------- | -------- | --------------- |
| Атлетика | 50 км ходање | М          | 3:48:12  | Антонио Переира |
| Атлетика | 20 км ходање | Ж          | 1:27,46  | Ана Кабесиња    |
| Пливање  | 200 м прсно  | М          | 2:12,34  | Карлос Алмеида  |
| Пливање  | 100 м делфин | М          | 52,80    | Симао Моргадо   |
| Пливање  | 200 м делфин | М          | 1:57,41  | Педро Оливеира  |
| Пливање  | 100 м делфин | Ж          | 59,48    | Сара Оливеира   |
| Пливање  | 200 м делфин | Ж          | 2:19,14  | Сара Оливеира   |

## Освајачи медаља

### Злато
- Нелсон Евора — атлетика, триатлон

### Сребро
- Ванеса Фернандес — триатлон

## Атлетика
Португалија је послала на олимпијске игре у Пекингу атлетску репрезентацију са 27 атлетичара од којих је било 14 жена и 13 мушкараца.
Португалијски адути су били: сребрни на 100 метара са Олимпијских игара 2004. Френсис Обиквелу и првак света у троскоку из Осаке 2007. Нелсон Евора код мушкараца. Код жена Сусана Феитор бронзана у дициплини 20 км ходање на Светском првенству 2005. и Наиде Гомес победница првенстава у дворани светског 2008. и европског 2007. у скоку удаљ.

### Мушкарци
Тркачке дисциплине
| Атлетичар Лични рекорд   | Дисциплина       | Група    | Група   | Четвртфинале     | Четвртфинале     | Полуфинале       | Полуфинале       | Финале           | Финале           | Детаљи         |
| Атлетичар Лични рекорд   | Дисциплина       | Резултат | Место   | Резултат         | Место            | Резултат         | Место            | Резултат         | Место            | Детаљи         |
| ------------------------ | ---------------- | -------- | ------- | ---------------- | ---------------- | ---------------- | ---------------- | ---------------- | ---------------- | -------------- |
| Френсис Обиквелу 9,86    | 100 м            | 10,25    | 12 / 80 | 10,09            | 9-11 / 40        | 10,10            | 11 / 16          | Није се пласирао | Није се пласирао |                |
| Арналдо Абрантес 20,48   | 200 м            | 21,46    | 55 / 64 | Није се пласирао | Није се пласирао | Није се пласирао | Није се пласирао | Није се пласирао | Није се пласирао |                |
| Руи Педро Силва 28:05,78 | 10.000 м         |          |         |                  |                  |                  |                  | 29:09,03         | 34 / 39          |                |
| Пауло Гомес 2:12:21      | маратон          |          |         |                  |                  |                  |                  | 2:18:15          | 30 / 98          |                |
| Хелдер Орнелас 2:10:00   | маратон          |          |         |                  |                  |                  |                  | 2:23:20          | 46 / 98          |                |
| Едивалдо Монтеиро 49,10  | 400 м препоне    | 49,89    | 20 / 26 |                  |                  | Није се пласирао | Није се пласирао | Није се пласирао | Није се пласирао |                |
| Алберто Пауло 8:24,20    | 3.000 м препреке | 8:39,11  | 34 / 40 |                  |                  |                  |                  | Није се пласирао | Није се пласирао |                |
| Жоао Вијеира 1:20:09     | 20 км ходање     |          |         |                  |                  |                  |                  | 1:25:05          | 32 / 52          |                |
| Сержио Вијеира 1:20,20   | 20 км ходање     |          |         |                  |                  |                  |                  | 1:29:51          | 45 / 52          |                |
| Аугусто Кардосо 3:55,14  | 50 км ходање     |          |         |                  |                  |                  |                  | 4:09:00          | 40 / 61          | [ мртва веза ] |
| Антонио Переира 3:48,12  | 50 км ходање     |          |         |                  |                  |                  |                  | 3:48:12 НР       | 11 / 61          | [ мртва веза ] |

Техничке дисциплине
| Атлетичар Лични рекорд | Дисциплина   | Квалификације | Квалификације | Квалификације | Квалификације | Финале           | Финале           | Финале           | Финале           | Финале           | Финале           | Финале           | Финале | Детаљи |
| Атлетичар Лични рекорд | Дисциплина   | 1 покушај     | 2 покушај     | 3 покушај     | Место         | 1 круг           | 2 круг           | 3 круг           | 4 круг           | 5 круг           | 6 круг           | Најбољи резултат | Место  | Детаљи |
| ---------------------- | ------------ | ------------- | ------------- | ------------- | ------------- | ---------------- | ---------------- | ---------------- | ---------------- | ---------------- | ---------------- | ---------------- | ------ | ------ |
| Марко Фортес 20,13     | бацање кугле | X             | X             | 18,05         | 38/45         | Није се пласирао | Није се пласирао | Није се пласирао | Није се пласирао | Није се пласирао | Није се пласирао | 18,05            | 38     |        |
| Нелсон Евора 17,74     | троскок      | X             | 17,34         | -             | 2/39          | 17,31            | 17,56            | -                | 17,67            | 17,24            | 16,52            | 17,67            |        |        |

### Жене
Тркачке дисциплине
| Атлетичарка Лични рекорд       | Дисциплина       | Група    | Група   | Финале            | Финале            | Детаљи         |
| Атлетичарка Лични рекорд       | Дисциплина       | Резултат | Место   | Резултат          | Место             | Детаљи         |
| ------------------------------ | ---------------- | -------- | ------- | ----------------- | ----------------- | -------------- |
| Maria do Carmo Tavares 2:01,14 | 800 м            | 2:01,91  | 21 / 42 | Није се пласирала | Није се пласирала |                |
| Жесика Аугусто 14:56,29        | 5.000 м          | 16:05,71 | 26 / 32 | Није се пласирала | Није се пласирала |                |
| Жесика Аугусто 9:22,50         | 3.000 м препреке | 9:30,23  | 20 / 51 | Није се пласирала | Није се пласирала |                |
| Клариса Круз 9:44,94           | 3.000 м препреке | 9:49.45  | 34 / 51 | Није се пласирала | Није се пласирала |                |
| Сара Мореира 9:34,30           | 3.000 м препреке | 9:34,39  | 22 / 51 | Није се пласирала | Није се пласирала |                |
| Мариза Барос                   | маратон          |          |         | 2:34:08           | 32                | []             |
| Ana Dias                       | маратон          |          |         | 2:36:25           | 46                | []             |
| Inês Monteiro                  | маратон          |          |         | Није завршила     | Није завршила     | []             |
| Ана Кабесиња 1:29:39           | 20 км ходање     |          |         | 1:27:45 НР        | 8                 | [ мртва веза ] |
| Сусана Феитор 1:27:55          | 20 км ходање     |          |         | Није завршила     | Није завршила     | [ мртва веза ] |
| Вера Сантос 1:28:17            | 20 км ходање     |          |         | 1:28:14 ЛР        | 10                | [ мртва веза ] |

Техничке дисциплине
| Атлетичар Лични рекорд | Дисциплина     | Квалификације | Квалификације | Квалификације | Квалификације | Финале            | Финале            | Финале            | Финале            | Финале            | Финале            | Финале           | Финале | Детаљи |
| Атлетичар Лични рекорд | Дисциплина     | 1 покушај     | 2 покушај     | 3 покушај     | Место         | 1 круг            | 2 круг            | 3 круг            | 4 круг            | 5 круг            | 6 круг            | Најбољи резултат | Место  | Детаљи |
| ---------------------- | -------------- | ------------- | ------------- | ------------- | ------------- | ----------------- | ----------------- | ----------------- | ----------------- | ----------------- | ----------------- | ---------------- | ------ | ------ |
| Силвија Круз 59,76     | бацање копља   | 54,65         | 57,06         | Х             | 24/54         | Није се пласирала | Није се пласирала | Није се пласирала | Није се пласирала | Није се пласирала | Није се пласирала | 57,06            | 24     |        |
| Наиде Гомес 7,12       | скок удаљ      | Х             | Х             | 6,29          | 32/42         | Није се пласирала | Није се пласирала | Није се пласирала | Није се пласирала | Није се пласирала | Није се пласирала | 6,29             | 32     |        |
| Vânia Silva 68,82      | бацање кладива | Х             | 58,10         | 59,42         | 46/50         | Није се пласирала | Није се пласирала | Није се пласирала | Није се пласирала | Није се пласирала | Није се пласирала | 59,42            | 46     |        |
| Сандра Тавареш 4,35    | скок мотком    | 4,00          | 4,15          | 4,30          | 19            | Није се пласирала | Није се пласирала | Није се пласирала | Није се пласирала | Није се пласирала | Није се пласирала | 4,30             | 19     |        |

## Бадминтон
Marco Vasconcelos се квалификовао за своје треће узастопне олимпијске игре у основу 64. места на мушкој ранг листи Светске бадминтон федерације (БУФ), што му је дозволило да буде 32. играч од укупно 41 квалификованог играча у појединачној конкуренцији.
Ово је био први пут да је Португалија учествовала у женској конкуренцији на олимпијском турниру у бадминтону са једном представницом Аном Моуром, захваљујући њеном 59 месту на женској бадминтон ранг лист, што јој је донело 31 позицију од укупно 47 квалификованих играчица у појединачној конмкуренцији.
| Такмичар/ка       | Дисциплина           | Коло 64                                      | Коло 32            | Коло 16 .          | Четвртфин.         | полуфин            | Финале             | Финале           |
| Такмичар/ка       | Дисциплина           | Противник Резултат                           | Противник Резултат | Противник Резултат | Противник Резултат | Противник Резултат | Противник Резултат | Пласман          |
| ----------------- | -------------------- | -------------------------------------------- | ------------------ | ------------------ | ------------------ | ------------------ | ------------------ | ---------------- |
| Marco Vasconcelos | Мушкарци појединачно | Anup Sridhar Индија Пор. 16–21 14–21         | Није се пласирао   | Није се пласирао   | Није се пласирао   | Није се пласирао   | Није се пласирао   | Није се пласирао |
| Ана Моура         | жене појединачно     | Jeanine Cicognini Швајцарска Пор. 9–21 13–21 | Није се пласирао   | Није се пласирао   | Није се пласирао   | Није се пласирао   | Није се пласирао   | Није се пласирао |

## Бициклизам

### Бициклизам на друму
Португалија је добила право да на Игре 2008. пошаље максимално три такмичара у мушкој конкуренцији, обзиром на десето место у Европи 2006/07. на УЦИ Континентзалној трци, што одговара другом месту у континенталним олимпијским квалификацијама. Национална бициклистичка федерација је одлучила да то буду Андре Кардосо, Нуно Рибеиро. и сребрни са Олимпијских игара 2004 Серхио Паулињо, међутим, само пет дана пре трке, је најавила да се Паулињо неће такмичити у Пекингу због астматичних проблема, и да неће бити замењен другим возачем..

#### Мушкарци
| Бициклиста    | Дисциплина   | Време   | Заостатак | Пласман |
| ------------- | ------------ | ------- | --------- | ------- |
| Нуно Рибеиро  | Друмска трка | 6:26:17 | 2:28      | 28 /143 |
| Андре Кардосо | Друмска трка | 6:39:42 | 15:53     | 72 /143 |

## Веслање
За олимпијске игре квалификовао се лаки дубул скул у мушкој конкуренцији, оасвајањег другом места на у финалу квалификационе регате у Познању.

#### Мушкарци
| Веслач(и)               | Дисциплина               | Група   | Група   | Репасаж | Репасаж   | полуфинале | полуфинале | Финале Б | Финале Б | Укупно  | Детаљи |
| Веслач(и)               | Дисциплина               | Време   | Пласман | Време   | Пласман   | Време      | Пласман    | Време    | Пласман  | Пласман | Детаљи |
| ----------------------- | ------------------------ | ------- | ------- | ------- | --------- | ---------- | ---------- | -------- | -------- | ------- | ------ |
| Нуно Мендес Педро Фрага | Двојац скул лаки веслачи | 6:24.35 | 3 Р     | 6:39.07 | 1 ПФ А/Б2 | 6:39.23    | 6 ФБ       | 6:28.47  | 2        | 8 /20   |        |

## Једрење
Једрење је спорт са традицијом у Португалији. Кроз историју освајали су 4 медаље на олимпијским играма. Учествовали су са 8 једриличара. Мађу њима су били: троструки првак Европе Жоао Родригез у једрењу на дасци, светски првак 2003. у класи ласер, Густаво Лима и у 2008 европски прваци у класи 470 посада, Алваро Маринхо и Мигел Нунес.
| Једриличар                               | Дисциплина | Трка | Трка | Трка | Трка | Трка | Трка | Трка | Трка | Трка | Трка | Трка | Укупно Бод | Нет Бод | Пласман |
| Једриличар                               | Дисциплина | 1    | 2    | 3    | 4    | 5    | 6    | 7    | 8    | 9    | 10   | 11   | Укупно Бод | Нет Бод | Пласман |
| ---------------------------------------- | ---------- | ---- | ---- | ---- | ---- | ---- | ---- | ---- | ---- | ---- | ---- | ---- | ---------- | ------- | ------- |
| Афонсо Домингос кап. Бенандо Сантос пос. | Стар       | 3    | 3    | 10   | OCS  | 13   | 3    | 5    | 7    | 7    | 9    | 12   | 89         | 72      | 8 / 16  |
| Густаво Лима                             | Ласер      | 5    | 8    | 3    | 27   | 17   | 6    | 16   | 8    | 3    |      | 10   | 103        | 76      | 4 / 43  |
| Алваро Маринхо кап. Мигуел Нунес пос.    | 470        | 2    | 8    | 15   | 6    | 11   | 7    | 9    | OCS  | 10   | 14   | 20   | 132        | 102     | 8 / 29  |
| Жоао Родригес                            | RS:X       | 18   | 10   | 10   | 8    | 14   | 16   | 9    | 3    | 13   | 19   | НКВ  | 120        | 101     | 11 / 35 |

#### Отворено
| Jorge Lima кап. Франсиско Андраде пос. | 49 | 12 | 7 | 9 | 11 | 4 | НС | 10 | 6 | 5 | 11 | 13 | 12 |  |  |  | НКВ | 120 | 100 | 11 / 19 |

ДС = није стартовао, НКВ = нису се квалификовали

## Кајак и кану на мирним водама
Мушкарци
| Такмичар      | Дисциплина  | Група    | Група        | Полуфинале | Полуфинале | Финале           | Финале           |
| Такмичар      | Дисциплина  | Време    | Место        | Време      | Место      | Време            | Место            |
| ------------- | ----------- | -------- | ------------ | ---------- | ---------- | ---------------- | ---------------- |
| Емануел Силва | К-1 500 м   | 1:42,513 | 6 група 2 КВ | 1:45,985   | 5 ПФ 1     | Није се пласирао | Није се пласирао |
| Емануел Силва | К-1 1.000 м | 3:31,843 | 4 гр. 1КВ    | 3:34,508   | 4 пф 2     | Није се пласирао | Није се пласирао |

Жене
| Такмичарка                    | Дисциплина | Група    | Група        | Полуфинале | Полуфинале | Финале            | Финале            |
| Такмичарка                    | Дисциплина | Време    | Место        | Време      | Место      | Време             | Место             |
| ----------------------------- | ---------- | -------- | ------------ | ---------- | ---------- | ----------------- | ----------------- |
| Тереса Портела                | К-1 500 м  | 1:53,761 | 6 група 2 КВ | 1:54,831   | 6 пф 1     | Није се пласирала | Није се пласирала |
| Беатрис Гомес Хелена Родригез | К-2 500 м  | 1:47,588 | 7 група 2 КВ | 1:46,021   | 5          | Нису се пласирале | Нису се пласирале |

## Коњички спорт
Тројица такмичара квалификовали су се за појединачну дресуру, што је омогућавало и екипно такмичење. Данијел Пинто се враћа на Олимпијске игре након што је дебитовао у Сиднеју 2000, док је његов брат Карлос Пинто учествовао први пут.

### Дресура
| Такмичар                                       | Коњ                | Дисциплина  | 1 коло квалификација | 1 коло квалификација | 2 коло квалификација | 2 коло квалификација | Слободни стил Финале | Слободни стил Финале | Укупно           | Укупно           |
| Такмичар                                       | Коњ                | Дисциплина  | Резултат             | Место                | Резултат             | Место                | Резултат             | Место                | Резултат         | Место            |
| ---------------------------------------------- | ------------------ | ----------- | -------------------- | -------------------- | -------------------- | -------------------- | -------------------- | -------------------- | ---------------- | ---------------- |
| Miguel Ralão Duarte                            | Оксалис            | Појединачно | одустао              | одустао              | одустао              | одустао              | одустао              | одустао              | одустао          | одустао          |
| Карлос Пинто                                   | Notavel            | Појединачно | 61,708               | 39                   | Није се пласирао     | Није се пласирао     | Није се пласирао     | Није се пласирао     | Није се пласирао | Није се пласирао |
| Данијел Пинто                                  | Galopin de la Font | Појединачно | 63,083               | 33                   | Није се пласирао     | Није се пласирао     | Није се пласирао     | Није се пласирао     | Није се пласирао | Није се пласирао |
| Miguel Ralão Duarte Карлос Пинто Данијел Пинто | као горе           | Екипно      | Елимонисани          | Елимонисани          |                      |                      |                      |                      | Елимонисани      | Елимонисани      |

## Мачевање
Први пут после Летњих олимпијских игара 1960. Португалија је учествовала у мачевању у женској конкуренцији. Дебора Ногуеира је обезбедила место у Пекингу је друго место на европском квалификованом турниру, одржаном у Лисабону. У мушкој конкуренцики учествовао је Хоаким Видеира освајач сребрне медаље у дисциплини мач појединачно на Светском првенству у мачевању 2006. који се пласирао као трећепласирани на ранг листи ФИЕ.

## Мушкарци
| Такмичар       | Диспилина       | 1 коло (64)         | 2 коло (32)              | 3 коло (16)        | Четвртфинале       | Полуфинале        | Финале             | Финале  |
| Такмичар       | Диспилина       | Противник Резултат  | Противнк Резултат        | Противник Резултат | Противник Резултат | Противнк Резултат | Противник Резултат | Пласман |
| -------------- | --------------- | ------------------- | ------------------------ | ------------------ | ------------------ | ----------------- | ------------------ | ------- |
| Хоаким Видеира | Мач појединачно | Торенте ЈАР Д 15-10 | Zawrotniak Пољска И 9-15 | Није се пласирао   | Није се пласирао   | Није се пласирао  | Није се пласирао   | 26 /41  |

## Жене
| Такмичар        | Диспилина         | 1 коло (64)           | 2 коло (32)       | 3 коло (16)        | Четвртфинале       | Полуфинале        | Финале             | Финале  |
| Такмичар        | Диспилина         | Противник Резултат    | Противнк Резултат | Противник Резултат | Противник Резултат | Противнк Резултат | Противник Резултат | Пласман |
| --------------- | ----------------- | --------------------- | ----------------- | ------------------ | ------------------ | ----------------- | ------------------ | ------- |
| Дебора Ногуеира | Сабља појединачно | Su Wanwen Кина И 4–15 | Није се пласирала | Није се пласирала  | Није се пласирала  | Није се пласирала | Није се пласирала  | 41 / 42 |

## Пливање
Пливачка екипа је после атлетичара била најбројнија друпа националног олимпијског тима (10 такмичара). Учествовали су у обе конкуренције у дисциплини, која је била први пут у званичном програму игара, пливачком маратону (10 км) 

#### Мушкарци
| Пливач             | Дисциплина          | Група    | Група   | Полуфинале       | Полуфинале       | Финале           | Финале           | Детаљи |
| Пливач             | Дисциплина          | Време    | Пласман | Време            | Пласман          | Време            | Пласман          | Детаљи |
| ------------------ | ------------------- | -------- | ------- | ---------------- | ---------------- | ---------------- | ---------------- | ------ |
| Карлос Алмеида     | 100 м прсно         | 2:13,34  | 32 / 52 | Није се пласирао | Није се пласирао | Није се пласирао | Није се пласирао | НР     |
| Дијего Карвахо     | 200 м мешовито      | 2:00,66  | 19 / 47 | Није се пласирао | Није се пласирао | Није се пласирао | Није се пласирао |        |
| Фернандо Коста     | 1.500 м слободно    | 15:26,21 | 29 / 37 |                  |                  | Није се пласирао | Није се пласирао |        |
| Арсениј Лавретијев | 10 км отворене воде |          |         |                  |                  | 2:03:39,6        | 22 / 25          |        |
| Симао Моргадо      | 100 м делфин        | 52,80    | 33 / 66 | Није се пласирао | Није се пласирао | Није се пласирао | Није се пласирао | НР     |
| Педро Оливеира     | 200 м леђно         | 2:01,08  | 28 / 42 | Није се пласирао | Није се пласирао | Није се пласирао | Није се пласирао |        |
| Педро Оливеира     | 200 м делфин        | 1:57,41  | 24 / 44 | Није се пласирао | Није се пласирао | Није се пласирао | Није се пласирао | НР, ИР |
| Tiago Venâncio     | 100 м слободно      | 50,30    | 45 / 64 | Није се пласирао | Није се пласирао | Није се пласирао | Није се пласирао |        |
| Tiago Venâncio     | 200 м слободно      | 1:50,24  | 39 / 58 | Није се пласирао | Није се пласирао | Није се пласирао | Није се пласирао |        |

* ИБ = иберијски рекорд

### Жене
| Пливачица      | Дисциплина          | Група   | Група   | Полуфинале        | Полуфинале        | Финале            | Финале            | Детаљи |
| Пливачица      | Дисциплина          | Време   | Пласман | Време             | Пласман           | Време             | Пласман           | Детаљи |
| -------------- | ------------------- | ------- | ------- | ----------------- | ----------------- | ----------------- | ----------------- | ------ |
| Дијана Гомес   | 100 м прсно         | 1:10,02 | 26 / 49 | Није се пласирала | Није се пласирала | Није се пласирала | Није се пласирала | НР     |
| Дијана Гомес   | 200 м прсно         | 2:30,18 | 29 / 41 | Није се пласирала | Није се пласирала | Није се пласирала | Није се пласирала |        |
| Daniela Inácio | 10 км отворене воде |         |         |                   |                   | 1:31:3            | 17 / 25           |        |
| Сара Оливеира  | 100 м делфин        | 59,48   | 35 / 49 | Није се пласирала | Није се пласирала | Није се пласирала | Није се пласирала | НР     |
| Сара Оливеира  | 200 м делфин        | 2:10,14 | 19 / 36 | Није се пласирао  | Није се пласирао  | Није се пласирао  | Није се пласирао  | НР     |

## Стони тенис
Стони тенис је један од два олимпијска спорта где се Португалија такмичила први пут, у Пекингу.
| Tiago Apolónia | Појединачно | Слободан | Lin Ju ДОМ И 1-4             | Није се пласирао       | Није се пласирао | Није се пласирао | Није се пласирао |
| Marco Freitas  | Појединачно | Слободан | El-Sayed Lashin Египат Д 4-1 | Yang Zi Сингапур И 2-4 | Није се пласирао | Није се пласирао |                  |
| João Monteiro  | Појединачно | Слободан | Segun Toriola НГА И 3-4      | Није се пласирао       | Није се пласирао | Није се пласирао | Није се пласирао |

## Стрељаштво
Португалију су представљала два стрелца која су се такмичила у три дисциплине. Оба су се квалификовала према резултатима постигнутим на Светском првенству у стрељаштву 2006.. Жоао Коста се враћа на олимпијске игре такмичењем у исте две дисциплине у којима је дебитовао на Олимпијским играма 2000. у Сиднеју. Мануел Силва се такође враћа на Игре после шеснаест година.

#### Мушкарци
| Стрелац      | Дисциплина           | Квалификација | Квалификација | Финале           | Финале           | Плаасман | Детаљи |
| Стрелац      | Дисциплина           | Резултат      | Пласман       | Резултат         | Укупно           | Плаасман | Детаљи |
| ------------ | -------------------- | ------------- | ------------- | ---------------- | ---------------- | -------- | ------ |
| Жоао Коста   | Ваздушна пиштољ 10 м | 579           | 18/48         | Није се пласирао | Није се пласирао | 18       |        |
| Жоао Коста   | Пиштољ 50 м          | 549           | 33/45         | Није се пласирао | Није се пласирао | 33       |        |
| Мануел Силва | Трап                 | 111           | 27/35         | Није се пласирао | Није се пласирао | 27       |        |

## Стреличарство
Једини стреличар у португалијској екипи квалификовао се за такмичење у појединачној конкуренцији на олимпијским играма победом на финалном турниру светских квалификација, у Боту, Француска.
| Такмичар   | Дисциплина  | Ниво такмичења      | Ниво такмичења | Коло 64                        | Коло 32            | Коло 16            | Четвртфинале       | Полуфинале         | Финале             | Финале           |
| Такмичар   | Дисциплина  | Резултат за пласман | пласман        | Противник Резултат             | Противник Резултат | Противник Резултат | Противник Резултат | Противник Резултат | Противник Резултат | Пласман          |
| ---------- | ----------- | ------------------- | -------------- | ------------------------------ | ------------------ | ------------------ | ------------------ | ------------------ | ------------------ | ---------------- |
| Nuno Pombo | појединачно | 650                 | 42             | Јусуф Ергин Турска Пор 103-106 | Није се пласирао   | Није се пласирао   | Није се пласирао   | Није се пласирао   | Није се пласирао   | Није се пласирао |

## Теквондо
Теквондо је други олимпијски спорт у којем су португалијски такмичари учествовали први пут. Сама победа , на европском квалификационом турниру, одржаном у Истанбулу. и квалификација за олимпијски турнир је био подвиг.
| Такмичар    | Дисциплина | Квалификације                 | Репасаж                              | Место |
| Такмичар    | Дисциплина | Коло 16                       | Првво коло                           | Место |
| ----------- | ---------- | ----------------------------- | ------------------------------------ | ----- |
| Pedro Póvoa | 58 кг      | Габријел Мерцедес ДОМ Из. 0–3 | Chu Mu-Yen · Кинески Тајпеј Из. −1–1 | 7 /16 |

## Триатлон
У свом другом учешћу у овом спорту на Летњим олимпијским играма Португалија је послала такмичаре за обе конкуренције. Квалификације су прошла два триатлонца у мушкој конкуренцији. Они су се придлужили Ванеси Фернандес, која је освојила осмо место у Атини 2004., која се надала златној олимпијској медаљи, након титуле на Светском првенству 2007. и пете узастопле европске титуле у 2008.

### Мушкарци
| Такмичар      | Дисциплина  | Пливањње | Бициклизам | Трчање | Укупно време | Пласман      |
| ------------- | ----------- | -------- | ---------- | ------ | ------------ | ------------ |
| Дуарте Маркез | Појединачно | 18:20    | 59:06      | 36:47  | 1:55:06,57   | 45 / 50 (55) |
| Бруно Паис    | Појединачно | 18:28    | 58:47      | 32:32  | 1:50:40,22   | 17 / 50(55)  |

### Жене
| Такмичарка       | Дисциплина  | Пливањње | Бициклизам | Трчање | Укупно време | Пласман |
| ---------------- | ----------- | -------- | ---------- | ------ | ------------ | ------- |
| Ванеса Фернандес | Појединачно | 19:53    | 1:04:18    | 34:21  | 1:59:34,63   |         |

## Џудо
После бронзане медаље Нина Делгада на Олимпијски играма 2000. када је Португалија освојила прву медаљу у Џудоу, национални џудо се нагло развио. Међу џудистима у Пекингу 2008. у дисциплини до 81 кг био је и првак Европе Жоао Нето, и двостриука првакиња Европе испод 52 кг и друга на свету 2007. џудисткиња Телма Монтеиро.

#### Мушкарци
| Такмичар       | Дисциплина     | Коло 64                                 | Коло 32                            | Коло 16                        | Четвртфинале              | Полуфинале       | Репасаж          | Репасаж                        | Репасаж                        | Финале           |                  |
| Такмичар       | Дисциплина     | 1. коло                                 | Четвртфин.                         | Полуфинале                     | Четвртфинале              | Полуфинале       |                  |                                |                                | Финале           |                  |
| Противник Рез. | Противник Рез. | Противник Рез.                          | Противник Рез.                     | Противник Рез.                 | Противник Рез.            | Противник Рез.   | Противник Рез.   | Противник Рез.                 | Противник Рез.                 |                  |                  |
| -------------- | -------------- | --------------------------------------- | ---------------------------------- | ------------------------------ | ------------------------- | ---------------- | ---------------- | ------------------------------ | ------------------------------ | ---------------- | ---------------- |
| Педро Дијас    | -66 кг         | Слободан                                | Лудвиг Ортиз (VEN) · Поб 0100/0001 | Derly (BRA) · Поб 01012/0010   | Pak (PRK) · Пор 0000/0002 | Није се пласирао | Није се пласирао |                                | Casale (ITA) · Пор 0001/1001   | Није се пласирао | Није се пласирао |
| Жоао Нето      | -81 кг         | Gavashel- · ishvili (GEO) · П 1010/0000 | Topalli (ALB) · Поб 1001/0000      | Cardenas (CUB) · Поб 1000/0000 | Kim (KOR) · Пор 0000/0001 | Није се пласирао | Није се пласирао |                                | Krawczyk (POL) · Пор 0000/1000 | Није се пласирао | Није се пласирао |
| Жоао Пина      | -73 кг         |                                         | Tritton (CAN) · Поб 0010/0000      | Malomat (IRI) · Пор 0001/0111  | Није се пласирао          | Није се пласирао |                  | Kanamaru (JPN) · Пор 0010/0011 | Није се пласирао               | Није се пласирао |                  |

### Жене
| Такмичарка      | Дисциплина | Квалификацје | Квалификацје                       | Квалификацје                | Репасаж  | Репасаж                            | Репасаж                           | Пласман |
| Такмичарка      | Дисциплина | Коло 32      | Коло 16                            | Четвртфинале                | 1. коло  | Четвртфинале                       | Полуфинале                        | Пласман |
| --------------- | ---------- | ------------ | ---------------------------------- | --------------------------- | -------- | ---------------------------------- | --------------------------------- | ------- |
| Ana Hormigo     | -48 кг     | Слободна     | Tomb (IND) · Поб. 1011/0000        | Pak (PRK) · Пор. 0000/0100  | Слободна | Nurgazina (KAZ) · Поб. 00021/0001  | Богданова (RUS) · Пор. 0010/01002 | 7       |
| Телма Монтериро | -52 кг     | Слободна     | Хатиронова (RUS) · Поб. 0211/00001 | Xian (CHN) · Пор. 1011/0010 | Слободна | Караскоза (ESP) · Пор. 01011/00011 | Није се пласирала                 | 9       |

## Трамполина
| Такмичар/ка     | Дисциплина           | Квалификације | Квалификације  | Финале            | Финале            |
| Такмичар/ка     | Дисциплина           | Резултат      | Пласман/укупно | Резултат          | Пласман           |
| --------------- | -------------------- | ------------- | -------------- | ----------------- | ----------------- |
| Diogo Ganchinho | Мушкарци појединачно | 69,10         | 11 / 16        | Није се пласирао  | Није се пласирао  |
| Ana Rente       | Жене појединачно     | 31,60         | 16 / 16        | Није се пласирала | Није се пласирала |